# Enrique Martín Navarro
Enrique Martín Navarro (Valladolid, 3 de junio de 1924 o, según otras fuentes, el 3 de junio de 1925–Valencia, 12 de abril de 2016) fue un jugador y entrenador de fútbol que jugaba en la demarcación de portero. 
Con el Levante UD consiguió, haciendo tándem de entrenador con Ramón Balaguer, el primer ascenso del equipo "granota" a la Primera División, en la temporada 1962-1963. 
Como anécdota, señalar que dejó una imagen para la inmortalidad con el Valencia CF cuando decidió subirse al larguero en la final de Copa de 1954 en Chamartín, en la que el Valencia superó al FC Barcelona por 3-0.

## Clubes

### Como futbolista
| Club         | País   | Año         | Partidos | Goles |
| ------------ | ------ | ----------- | -------- | ----- |
| CD Castellón | España | 1943        | 3        | 0     |
| FC Barcelona | España | 1943 - 1950 | 19       | 0     |
| Valencia CF  | España | 1950 - 1957 | 92       | 0     |
| Levante UD   | España | 1957 - 1958 | 7        | 0     |
| CD Alcoyano  | España | 1958 - 1959 | 2        | 0     |

### Como entrenador
| Club               | País   | Año         |
| ------------------ | ------ | ----------- |
| CD Alcoyano        | España | 1958 - 1959 |
| Atlético Saguntino | España | 1959 - 1960 |
| CD Onda            | España | 1960 - 1961 |
| CD Dénia           | España | 1961 - 1962 |
| Torrent CF         | España | 1962        |
| Levante UD         | España | 1962 - 1964 |
| Real Oviedo        | España | 1964 - 1965 |
| Levante UD         | España | 1965        |
| CD Constancia      | España | 1965 - 1967 |
| UE Lleida          | España | 1967        |
| Paiporta CF        | España | 1968 - 1969 |
| UD Alzira          | España | 1969        |

## Palmarés

### Campeonatos nacionales
| Título                     | Club         | País   | Año  |
| -------------------------- | ------------ | ------ | ---- |
| Primera División de España | FC Barcelona | España | 1945 |
| Primera División de España | FC Barcelona | España | 1948 |
| Primera División de España | FC Barcelona | España | 1949 |
| Copa Eva Duarte            | FC Barcelona | España | 1949 |
| Copa del Rey               | Valencia CF  | España | 1954 |

### Campeonatos internacionales
| Título      | Club         | País   | Año  |
| ----------- | ------------ | ------ | ---- |
| Copa Latina | FC Barcelona | España | 1949 |